# Annona papilionella
Annona papilionella är en kirimojaväxtart som först beskrevs av Friedrich Ludwig Diels, och fick sitt nu gällande namn av H. Rainer. Annona papilionella ingår i släktet annonor, och familjen kirimojaväxter. Inga underarter finns listade i Catalogue of Life.